# Tabasco-teknős
A Tabasco-teknős (Dermatemys mawii)  a hüllők (Reptilia) osztályába  és a teknősök (Testudines) rendjébe és a  tabascoteknős-félék (Dermatemydidae) családjába tartozó egyetlen faj.

## Előfordulása
Egész Mexikóban előfordul, Belize, Guatemala és elképzelhető, hogy Honduras területén is honos.

## Életmódja
Általában víznövényekkel táplálkozik, de elfogyasztja a gyümölcsöt is.

## Megjelenése
Testhossza 40-65 centiméter nagyságú, testsúlya 20 kilogramm körüli. Hátpáncéljuk színe sárgától a barnáig változik, a haspáncéljuk pedig világos. Az ujjai között úszóhártya található.

## Szaporodása
Egy évben kétszer rak fészket. Fészekalja 6-20 tojásból áll. A kelési idő 8-10 hónap.